# O Monoclo
O Monoclo foi o primeiro jornal brasileiro editado em Novo Hamburgo, na época em que era distrito de São Leopoldo. Criado em fevereiro de 1918 e dirigido por Arnaldo Mayer, era um "semanal literário e humorístico" distribuído aos sábados, tendo apenas nove edições.